# À travers la Campine anversoise
À travers la Campine anversoise (en néerlandais : Dwars door de Antwerpse Kempen) est une course cycliste disputée Belgique autour d'Anvers. Disputée en 2010 et 2011, elle fait partie de l'UCI Europe Tour en catégorie 1.2.

## Palmarès
| Année | Vainqueur     | Deuxième      | Troisième       |
| ----- | ------------- | ------------- | --------------- |
| 2010  | Aidis Kruopis | Kevin Claeys  | Joeri Stallaert |
| 2011  | Tom Devriendt | Joris de Boer | Filip Eidsheim  |